# Leucania commoides
Leucania commoides är en fjärilsart som beskrevs av Achille Guenée 1852. Leucania commoides ingår i släktet Leucania och familjen nattflyn. Inga underarter finns listade i Catalogue of Life.